# Всякие разные песни
«Всякие разные песни» — сольный акустический альбом лидера рок-группы «Калинов мост» Дмитрия Ревякина, записанный в домашних условиях в 1988 году вместе с альбомом «Обломилась доска» и изданный спустя 9 лет в серии «Быль» от Moroz Records в 1997 году. Некоторые из песен, представленных на альбоме были популярны в акустическом исполнении Ревякина и позже вошли в репертуар группы «Калинов мост», некоторые прозвучали во время записи впервые и никогда больше публично не исполнялись.

## Запись
Альбом записан вместе с альбомом «Обломилась доска» в ночь с 24 на 25 января 1988 года в 1 общежитии Новосибирского электротехнического института с микрофонов на бытовой катушечный магнитофон «Электроника 004» и 9 лет ходил по рукам, переписываемый с кассеты на кассету, пока не был издан в 1997 году студией «Moroz Records». Первыми слушателями двух новоиспечённых альбомов стали студенты радиотехнического факультета НЭТИ, где позже зародился «Калинов мост».

## Список композиций
| №   | Название                                                          | Текст песни            | Музыка                  | Длительность |
| --- | ----------------------------------------------------------------- | ---------------------- | ----------------------- | ------------ |
| 1.  | «Я ухожу в никуда»                                                | Д.Ревякин              | Д.Ревякин               | 4:58         |
| 2.  | «Летний город» (Новые центурионы)                                 | Д.Ревякин              | Д.Ревякин               | 3:39         |
| 3.  | «Вечер упал...»                                                   | Д.Ревякин              | Д.Ревякин               | 3:13         |
| 4.  | «Далеко за большими горами»                                       | Р.Галимов              | Д.Ревякин               | 5:53         |
| 5.  | «За счастьем»                                                     | Д.Ревякин              | Д.Ревякин               | 5:14         |
| 6.  | «Ништяк»                                                          | В.Мокшин               | В.Мокшин                | 1:47         |
| 7.  | «Надоест нам суета»                                               | Д.Ревякин              | Д.Ревякин               | 5:55         |
| 8.  | «Шклиф»                                                           | Д.Ревякин              | Д.Ревякин               | 5:21         |
| 9.  | «Мелодия голых ветвей»                                            | Е.Витенберг, Д.Ревякин | Д.Ревякин               | 3:20         |
| 10. | «Блюз не может обмануть»                                          | Д.Ревякин              | Д.Ревякин               | 4:20         |
| 11. | «Пока ты молод»                                                   | Д.Ревякин              | Д.Ревякин               | 2:07         |
| 12. | «Я жду, когда ты придёшь»                                         | Д.Ревякин              | Д.Ревякин               | 3:28         |
| 13. | «Вот тебе моя рука» (включая стихотворение «За что ты любишь её») | Д.Ревякин              | А.Щенников, Д.Селиванов | 3:34         |
| 14. | «Покоряясь весне»                                                 | Д.Ревякин              | Д.Ревякин               | 4:59         |
| 15. | «Не скучай»                                                       | Д.Ревякин              | Д.Ревякин               | 3:08         |

## Участники записи
- Дмитрий Ревякин — 12-струнная гитара, вокал
- Виктор Чаплыгин — бонги, маракасы, подпевки, шумы
- Александр Кириллов — концепция звука, шумы (расческа, ключи, ложка в стакане)
- Анатолий Атюков — подпевки, шумы, запись и сведение звука
- Игорь Фоминский — подпевки, шумы
- Александр Пищальников — подпевки, шумы